# Henri de Brouckère
Henri Ghislain Joseph Marie Hyacinthe de Brouckère (Bruges, 25 gennaio 1801 – Bruxelles, 25 gennaio 1891) è stato un politico belga, primo ministro del Belgio dal 1º ottobre 1852 al 30 marzo 1855.

## Biografia
Iniziata la carriera di magistrato e professore all'Università di Bruxelles, decise di entrare in politica nelle file del partito liberale.
Dopo essere stato governatore di Anversa (1840-1844) e Liegi (1852-1855) nel 1863 fu nominato sindaco di Auderghem.
Massone, fu membro del Grande Oriente del Belgio.